# SEXY 8 BEAT
「SEXY 8 BEAT」是日本的女子偶像組合早安少女組。的第8枚原創專輯。於2007年3月21日發行。唱片公司為zetima。

## 概要
- 與上一張迷你專輯「7.5 冬冬早安少女組。迷你!」相距約2個月。與上一張原創專輯「Rainbow 7」相距約1年1個月。
- 八期成員光井愛佳加入後第一張原創專輯，亦是四期成員吉澤瞳和六期成員藤本美貴最後參與演唱的專輯。
- 收錄第29張單曲「SEXY BOY ～依偎著微風～」至第32張單曲「不偽裝的笑顏YES」，一共4首A面曲。
- 此專輯是早安少女組。以九人形式參與演唱，五期成員紺野朝美和小川麻琴只參與二首曲目（SEXY BOY ～依偎著微風～、Ambitious! 有點野心也不錯）
- 本作分「初回限定盤」和「CD盤」2種版本
- 「初回限定盤」收錄了單曲「不偽裝的笑顏YES」的PV、「Ambitious! 有點野心也不錯（Live Ver.）」和「Do it! Now（Live Ver.）」。
- 在4月2日於公信榜專輯週排行榜取得第7位。

## 收錄內容

### CD（初回限定盤・CD盤）
1. 元気+
（作詞・作曲：淳君 編曲：鈴木Daichi秀行）
2. 向前走（ALBUM EDIT）（歩いてる）
（作詞・作曲：淳君 編曲：鈴木Daichi秀行）
31th單曲
3. 未來的太陽 (未来の太陽)
（作詞・作曲：淳君 編曲：平田祥一郎）
4. 不偽裝的笑顏YES（ALBUM MIX） （笑顔YESヌード）
（作詞・作曲：淳君 編曲：松井寛）
32th單曲・八期成員光井愛佳加入後第一張單曲
5. 春 Beautiful Everyday (春 ビューティフル エブリデイ)
（作詞・作曲：淳君 編曲：高橋諭一）
龜井繪里・光井愛佳主唱
6. SEXY BOY ～依偎著微風～ （SEXY BOY 〜そよ風に寄り添って〜）
（作詞・作曲：淳君 編曲：高橋諭一）
29th單曲
7. Ambitious! 有點野心也不錯（Ambitious! 野心的でいいじゃん）
（作詞・作曲：淳君 編曲：湯浅公一）
30th單曲・五期成員紺野朝美、小川麻琴的畢業單曲
8. 為了那段相遇（その出会いのために）
（作詞・作曲：淳君 編曲：AKIRA）
吉澤瞳主唱
9. 心無旁騖 樂園 （シャニムニ パラダイス）
（作詞・作曲：淳君 編曲：守雄崇）
高橋愛・新垣里沙・藤本美貴・田中麗奈主唱
10. 藏寶盒
（作詞・作曲：淳君 編曲：鈴木俊介）
道重沙由美・久住小春主唱
11. BE POSITIVE 
（作詞・作曲：淳君 編曲：松井寛）

### DVD
1. 不偽裝的笑顏YES（Close-up Ver.）
2. Ambitious! 有點野心也不錯（Live Ver.）
3. Do it! Now（Live Ver.）